# Raúl Sagán
Raúl Sagán fue un cantante de baladas, boleros y pop argentino.

## Carrera
Sagán se destacó durante las décadas de 1960 y 1970 con temas frecuentemente melódicos. Integró la camada de La Nueva Ola! dirigida por Ricardo Mejía, quien por aquel entonces asumía como gerente general de la RCA Víctor Argentina
En 1962 trabajó en el programa Ritmo y juventud, en el especial de "La cantina de la guardia nueva", junto con Jolly Land, Raúl Lavié, Johny Tedesco, Lalo Fransen, Rocky Pontoni, Las hermanas Nena y Terry Morán, Violeta Rivas y Palito Ortega, entre otros. Posteriormente trabajó de manera esporádica en el famoso programa musical El Club del Clan .
Su gran éxito fue sin dudad su sencillo 'A' Como Amor, versión castellana de un tema de San Remo 1960, incluido en el segundo " Siguen los Explosivo".

## Temas interpretados
- 'A' Como Amor
- Es mi Reina
- Tu Retrato
- Nuestra Última Noche